# Рон Джонс
Рон Джонс (англ. Ron Jones; нар. 1941) — американський письменник, колишній викладач у Пало-Альто, Каліфорнія. Він відомий як автор експерименту «Третя хвиля», описаний ним же та іншими авторами, екранізований як телефільм «Хвиля» 1981 року та однойменний фільм у 2008. Оригінальний телефільм отримав премію Еммі та Пібоді. Його книги The Acorn People і B-Ball також були екранізовані для телебачення. Джонс живе в Сан-Франциско, штат Каліфорнія, працює оповідачем (storyteller).

## Кар'єра
У квітні 1967 року, викладаючи суспільствознавство в середній школі Cubberley в Пало-Альто, Джонс разом зі своїми 15-річними учнями створив проект, у якому вони пережили зростання фашистського руху під назвою «Хвиля». Джонс запланував це як тижневу навчальну вправу. Він мав розроблений план уроку, який включав урочисте вітання, гасла та таємну «поліцію». Експеримент закінчився після скарг інших учителів і батьків. Джонс довів, що це була вправа, спрямована на набуття студентами безпосереднього досвіду того, як легко маніпулювати людьми, щоб вони поводилися як жителі Німеччини в роки піднесення націонал-соціалістичного руху.
За словами Джонса, через два роки після експерименту йому було відмовили в продовженні контракту в середній школі Cubberley, в тому числі через його антивоєнну діяльність. Це призвело до учнівських протестів.
Наступні 30 років Джонс викладав спорт і театр особам з порушеннями інтелектуального розвитку в Janet Pomeroy Center у Сан-Франциско, мав публічні виступи, написав низку книг.

## Особисте життя
Джонс виріс на 46-й авеню в районі Сансет у 1940-х і 1950-х роках.
Крім викладання та письменства, Джонс відомий участю в громадянських рухах: брав участь у антивоєнних виступах, був учасником Студентського демократичного товариства, одної з ключових організацій нових лівих у США, та прибічником Чорних Пантер.
Він живе в Хейт Ешбері в Сан-Франциско зі своєю дружиною Дінною. Єврей за походженням.

## Твори, присвячені експерименту Джонса
1976 — «Приймати за вказівкою» (Take as Directed), звіт Джонса про експеримент, що був опублікований виданням Whole Earth Review. Згадуючи його у своїй книзі 1981 року No Substitute for Madness, Джонс переназвав експеримент на Третя хвиля (The Third Wave).
1981 — «Хвиля», телефільм виробництва TAT Communications з Брюсом Девісоном у головній ролі, який з’явився як спеціальний випуск ABC Afterschool.
1981 — «Хвиля, експеримент у класі, який зайшов занадто далеко», новелізація телефільму Тоддом Страссером (під псевдонімом Мортон Ру, Morton Rhue).
2008 — «Хвиля» (Die Welle), німецький фільм режисера Денніса Ганзеля. Події відбуваються в німецькій школі 2008 року.
2010 — «Хвиля», мюзикл Джонса, режисер Кліфф Майотт, драматургія Девіда Форда. Виконується в театрі The Marsh у Сан-Франциско підлітковою трупою Marsh Youth Theatre (MYT).
2011 — План уроку документальний фільм Філіпа Ніла за участю Джонса. Дистриб'ютором виступила компанія Mercury Media International. Ніл був учнем Джонса і учасником третьої хвилі 1967 року. Стрічка отримала ряд нагород.
2011 — Третя хвиля, п'єса за сценарієм Джонса та Джозефа Робінетта.

## Нагороди
- Християнська книга року за The Acorn People
- Номінація на премію Пулітцера за фільм «Діти, яких називають божевільними».
- 1985 Американська книжкова премія за Say Ray

## Публікації
- B-Ball: The Team That Never Lost a Game. Random House Children's Books. 1991. ISBN 978-0-553-29404-0.
- The Acorn People. Bantam Books. 1990. ISBN 978-0-553-27385-4.
- Say Ray. Bantam. 1984. ISBN 978-0-553-24349-9.
- Kids Called Crazy. Bantam Books. 1982. ISBN 978-0-553-20689-0.
- No substitute for madness: a teacher, his kids, & the lessons of real life. Island Press. 1981. с. 3. ISBN 978-0-933280-06-9.